# Platydesmus cerrobius
Platydesmus cerrobius är en mångfotingart som beskrevs av Chamberlin 1942. Platydesmus cerrobius ingår i släktet Platydesmus och familjen Platydesmidae. Inga underarter finns listade i Catalogue of Life.